# Badister maculatus
Badister maculatus är en skalbaggsart som beskrevs av Leconte. Badister maculatus ingår i släktet Badister och familjen jordlöpare. Inga underarter finns listade i Catalogue of Life.